# Batocera rufomaculata
Batocera rufomaculata är en skalbaggsart som först beskrevs av Degeer 1775.  Batocera rufomaculata ingår i släktet Batocera och familjen långhorningar.
Artens utbredningsområde är:
- Madagaskar.
- Oman.
- Israel.
- Seychellerna.

Inga underarter finns listade.

## Bildgalleri

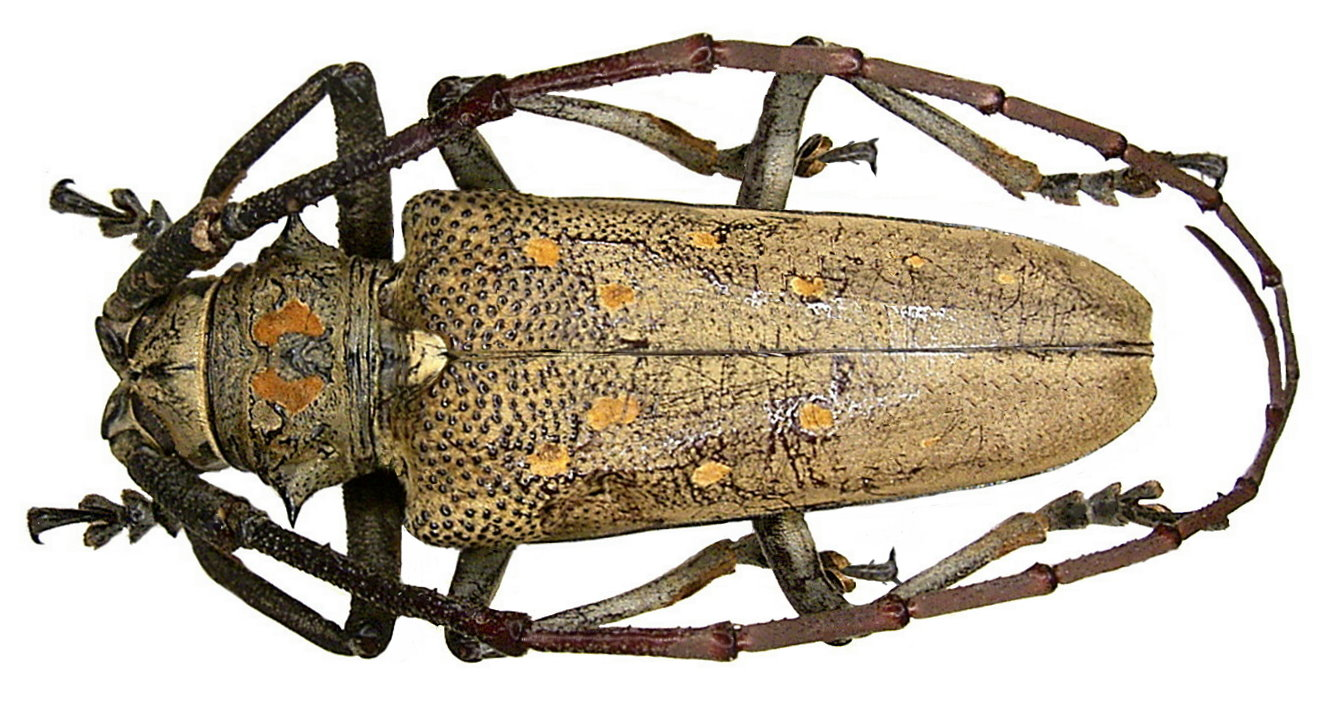
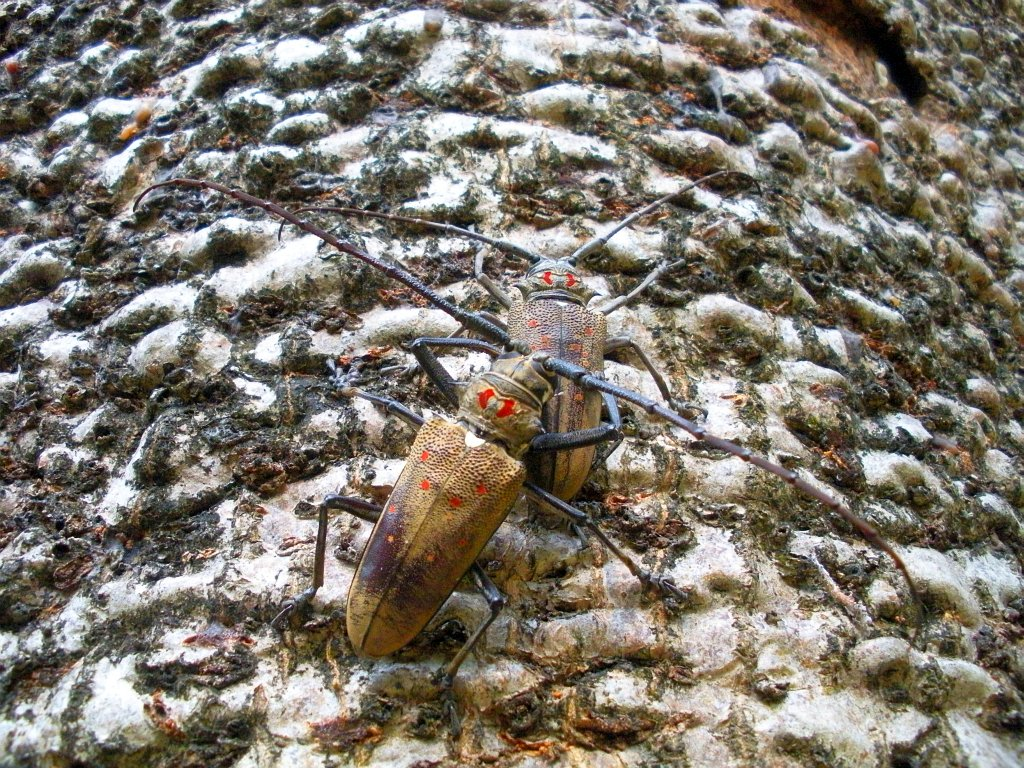
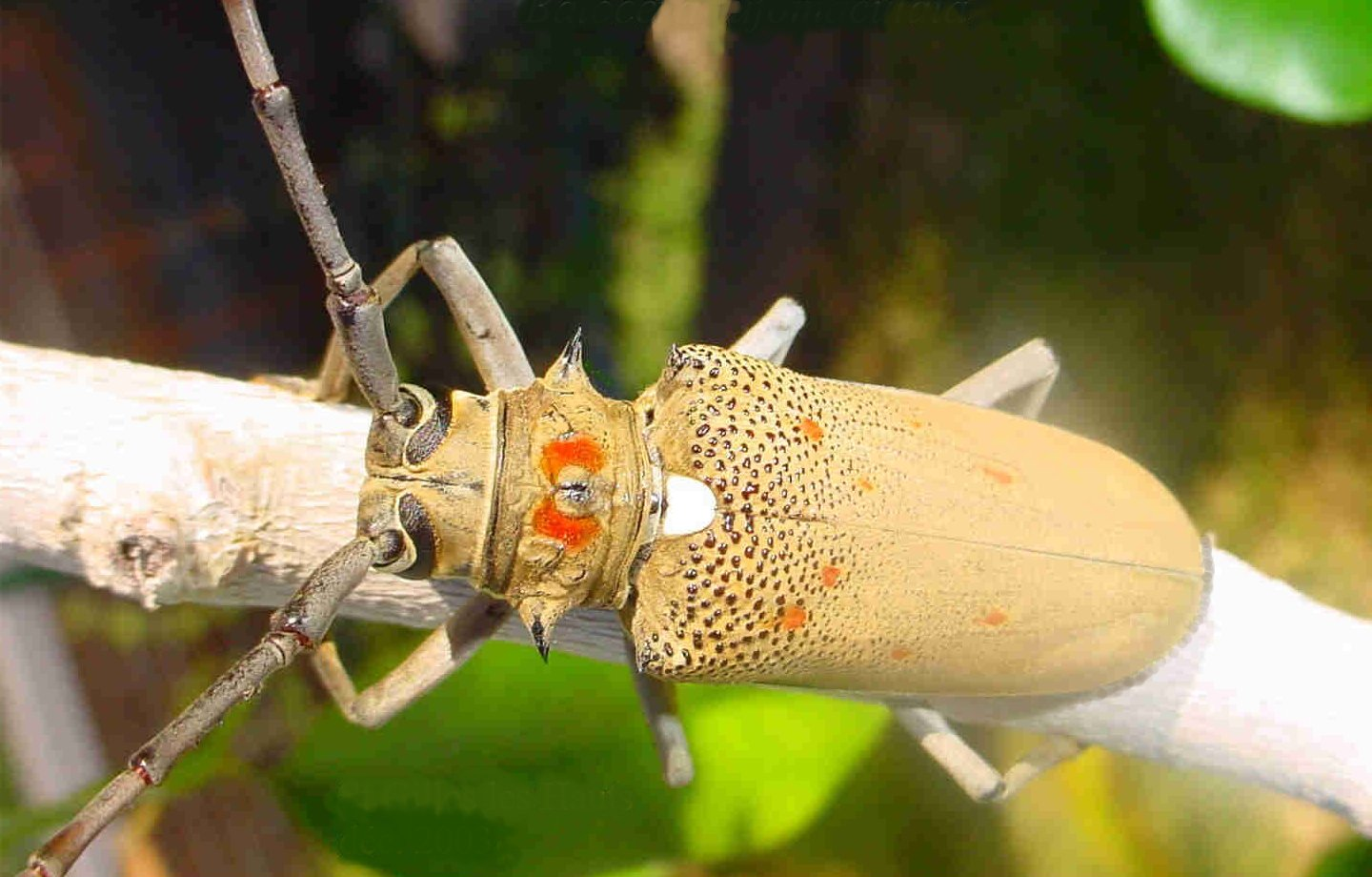
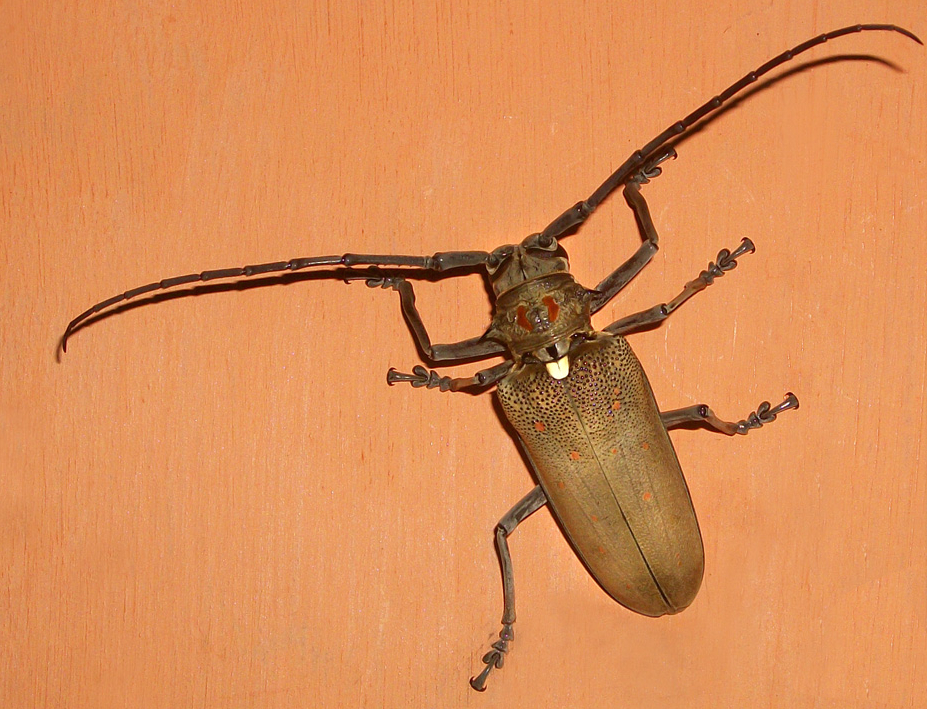
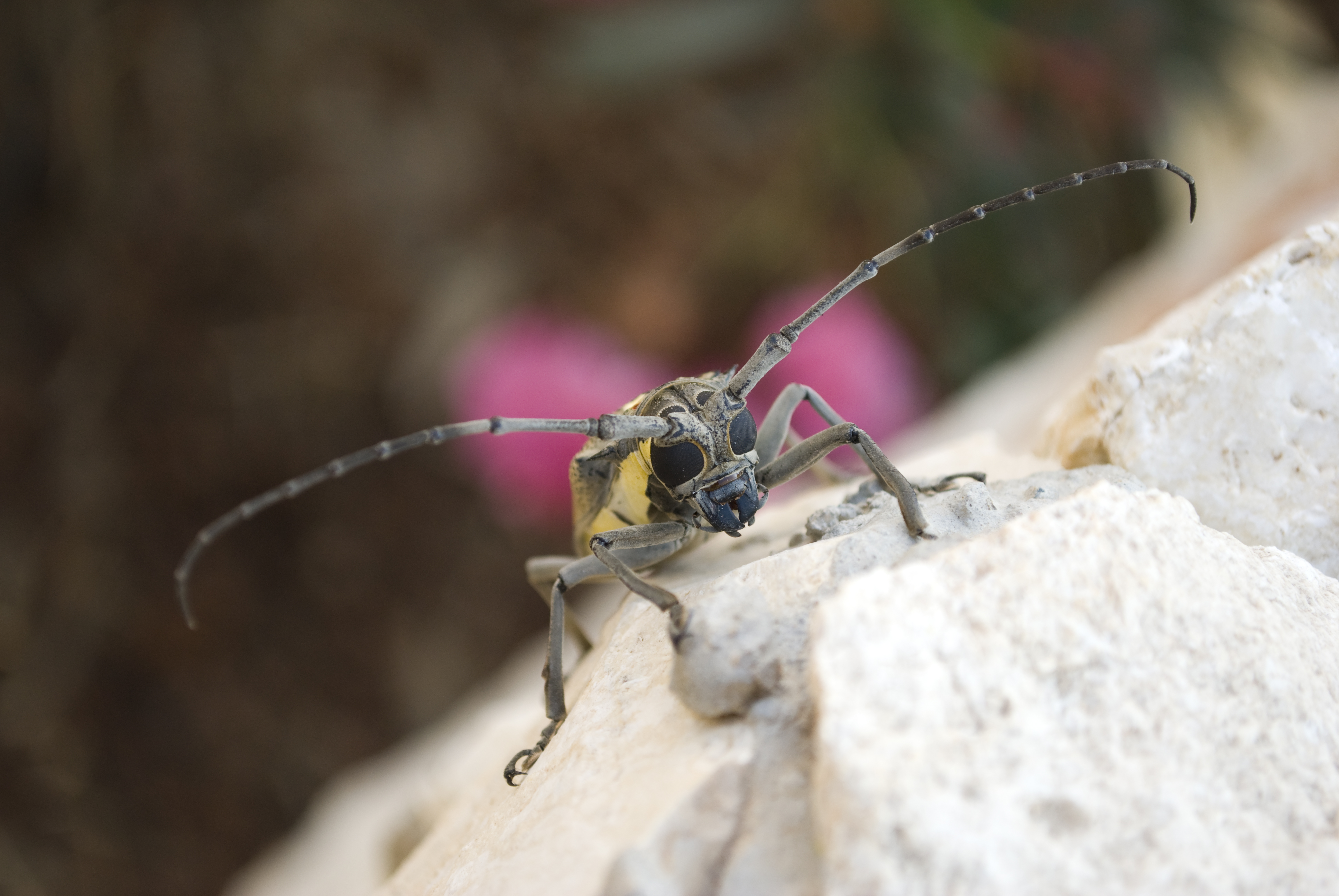
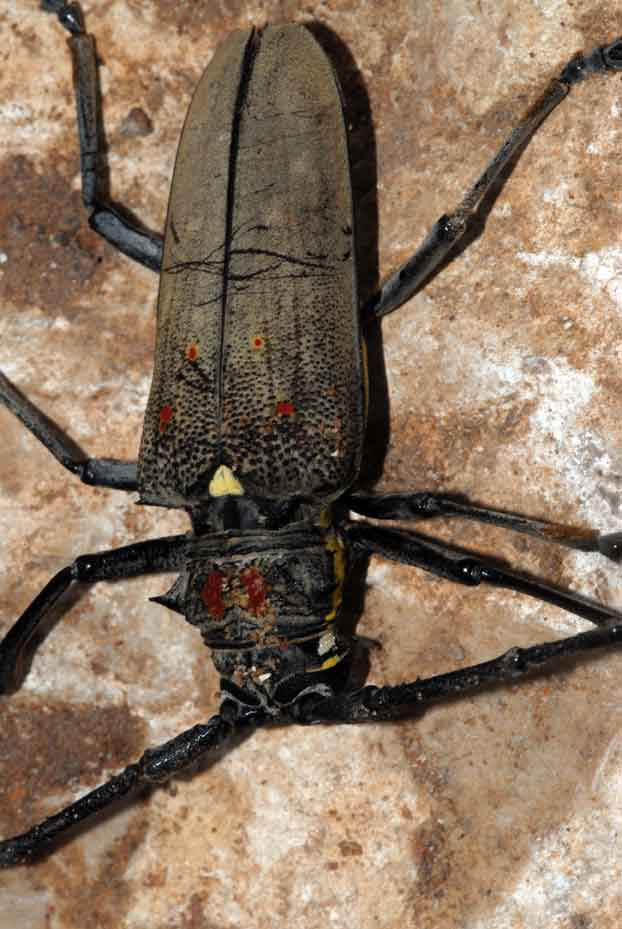